# Hardy Krüger
Franz Eberhard August (Hardy) Krüger (Berlijn, 12 april 1928 – Palm Springs (Californië), 19 januari 2022) was een Duits acteur.

## Biografie
Hij werd geboren als de zoon van ingenieur Max Krüger in Berlin-Wedding en bracht zijn jeugd door in Berlin-Biesdorf. In 1941 kwam hij als dertienjarige terecht op de Adolf-Hitler-School van het Ordensburg Sonthofen. In diezelfde tijd werd hij lid van de Hitlerjugend, de nationaalsocialistische jeugdbeweging in Duitsland. In maart 1945 zat hij in de 38. SS-Grenadier-Division Nibelungen, waarbij hij in gevechten terechtkwam. Hij weigerde op de vijand te schieten en werd veroordeeld om geëxecuteerd te worden. Door bemiddeling van een hoge SS-officier werd hem dit lot bespaard. Vervolgens deserteerde hij en dook onder, alvorens hij werd opgepakt door Amerikaanse troepen en in Tirol als krijgsgevangene werd vastgezet.
Na de Tweede Wereldoorlog was hij een van de weinige Duitse acteurs die een internationale filmcarrière opbouwde. Tot in de jaren 80 van de twintigste eeuw werkte hij mee aan onder meer The Defector, Hatari!, The Wild Geese en The Flight of the Phoenix. Vaak kreeg hij rollen als Duitse oorlogssoldaat, zoals in A Bridge Too Far uit 1977, waarin hij een SS-Brigadeführer genaamd Ludwig speelde.
In 1945, op zeventienjarige leeftijd, werd Krüger vader van dochter Christiane Krüger. Tussen 1950 en 1964 was hij getrouwd met haar moeder, toneelspeelster Renate Densow. Met zijn tweede echtgenote, de Italiaanse schilderes Francesca Marazzi, was hij getrouwd van 1964 tot 1977. Zijn dochter Malaika Krüger en zijn zoon Hardy Krüger jr., uit dit huwelijk, werden ook acteurs. Met zijn laatste echtgenote, de Amerikaanse Anita Park, woonde hij afwisselend in Californië en Hamburg.
Sinds eind jaren '80 was Krüger niet meer voor de camera verschenen, maar hij zei bereid te zijn tot een "comeback", als er zich een interessante rol zou aandienen.

## Filmografie
- 1944: Junge Adler
- 1949: Diese Nacht vergess ich nie!
- 1949: Kätchen für alles
- 1949: Das Fräulein und der Vagabund
- 1950: Das Mädchen aus der Südsee – Regie: Hans Müller
- 1950: Insel ohne Moral – Regie: Volker von Collande
- 1951: Schön muß man sein
- 1951: Mein Freund, der Dieb
- 1952: Ich heiße Niki
- 1952: Alle kann ich nicht heiraten
- 1952: Illusion in Moll
- 1953: Die Jungfrau auf dem Dach
- 1953: Solange Du da bist
- 1953: Muß man sich gleich scheiden lassen
- 1953: Ich und Du
- 1954: Der letzte Sommer
- 1955: An der schönen blauen Donau
- 1955: Der Himmel ist nie ausverkauft
- 1955: Alibi
- 1956: Die Christel von der Post
- 1956: Liane, das Mädchen aus dem Urwald
- 1957: The One That Got Away
- 1957: Der Fuchs von Paris
- 1957: Banktresor 713
- 1958: Gestehen Sie, Dr. Corda!
- 1958: Bachelors of Hearts
- 1959: Blind Date
- 1959: Der Rest ist Schweigen
- 1959: Une fleur au fusil
- 1960: Bumerang
- 1960: Un taxi pour Tobrouk
- 1961: Zwei unter Millionen
- 1961: Der Traum von Lieschen Müller
- 1962: Hatari!
- 1962: Les Dimanches de Ville d'Avray
- 1963: Hardys Bordbuch – regie: Hardy Krüger (televisieserie, tot 1968)
- 1964: Le gros coup – regie: Jean Valère
- 1965: Los pianos mecánicos
- 1965: Le Chant du monde
- 1965: The Flight of the Phoenix
- 1966: The Defector
- 1967: La grande Sauterelle
- 1968: Le Franciscain de Bourges – regie: Claude Autant-Lara
- 1969: Bitka na Neretvi
- 1969: La monaca di Monza
- 1969: La tenda rossa
- 1969: The Secret of Santa Vittoria
- 1971: Night Hair Child
- 1971: Das Messer (driedelige televisiefilm)
- 1972: Le solitaire – regie: Alain Brunet
- 1972: Death of a Stranger – regie: Reza S. Badiyi, Uri Massad
- 1973: Sutjeska – regie: Stipe Delic
- 1974: Paper Tiger
- 1975: Barry Lyndon
- 1975: Potato Fritz
- 1977: A Bridge Too Far
- 1977: The Wild Geese
- 1978: Blue Fin – regie: Carl Schultz
- 1981: Feine Gesellschaft – beschränkte Haftung
- 1982: Wrong Is Right
- 1982: Die Welt von oben – regie: Dieter Seelmann, Hardy Krüger (televisie-documentaire serie)
- 1984: The Inside Man
- 1986: Sonnenschauer – regie: Christian Görlitz (episode uit de televisieserie: Geschichten aus der Heimat)
- 1986: Wiedersehen im Herbst – regie: Mario Adorf (televisiespel)
- 1987: Weltenbummler – regie: Hardy Krüger (ARD-televisieserie, tot 1995)
- 1988–1989: War and Remembrance ((miniserie, 3 afleveringen)
- 2002: Von Werra – regie: Werner Schweizer, documentaire
- 2011: Familiengeheimnisse – Liebe, Schuld und Tod (televisiefilm)

## Hoorspelen
- 1946: Robert Louis Stevenson: Die Schatzinsel (Jim Hawkins) – Regie: Gustav Burmester (hoorspelbewerking – NWDR Hamburg)
- 1948: Manfred Hausmann: Abel mit der Mundharmonika (Jumbo) – Regie: Gustav Burmester (hoorspelbewerking – NWDR Hamburg)
- 1948: Archibald MacLeish: Der Eroberer – Regie: Hans Quest (hoorspelbewerking – NWDR Hamburg)
- 1948: Wilhelm T. Wulff: Hörspiele der Zeit (aflevering 5: Generalstab der schwarzen Kunst) (volgens het verslag van Himmlers astroloog (Oberscharführer) – Regie: Ludwig Cremer (hoorspelbewerking – NWDR Hamburg)
- 1948: Herman Melville: Moby Dick oder Der weiße Wal (deel 1) – Regie: Gustav Burmester (hoorspelbewerking – NWDR Hamburg)
- 1949: Hans Egon Gerlach: Goethe erzählt sein Leben (deel 27 en 34) – Regie: Mathias Wieman (audiobeeld – NWDR Hamburg)
- 1949: Werner Bergengruen: Die silbernen Augen (Markus Koberger) – Regie: Gustav Burmester (hoorspelbewerking – NWDR Hamburg)
- 1949: Harro-Heinz Jacobsen: John mit der rostigen Stimme (Frings) – Regie: Fritz Schröder-Jahn (hoorspel – NWDR Hamburg)
- 1949: Hans Wolfgang Hillers: Frauen ohne Hafen (Kurtchen) – Regie: Gustav Burmester (hoorspel – NWDR Hamburg)
- 1950: Edward H. Smith: Kopf oder Zahl (Panut, journalist) – Regie: Fritz Schröder-Jahn (hoorspelbewerking, kort hoorspel, misdaadhoorspel – NWDR Hamburg)
- 1950: C. W. Ceram: Götter, Gräber und Gelehrte (deel 1: Der Faden der Ariadne) (der jonge Schliemann) – Regie: Gustav Burmester (audiobeeld, hoorspelbewerking – NWDR Hamburg)
- 1950: Thor Heyerdahl: Kon-Tiki – Abenteuer in der Unendlichkeit. Geluidsopname gebaseerd op het expeditieverslag van een tocht per vlot over de Stille Oceaan (Thorstein Raaby) – Regie: Gerlach Fiedler (audiobeeld, hoorspelbewerking – NWDR Hamburg)
- 1951: Christopher Fry: Die Dame ist nicht fürs Feuer (Richard, een schrijver) – Regie: Heinrich Koch (hoorspelbewerking – NWDR Hamburg)
- 1951: Lars Levi Læstadius: Das Hörspiel des Auslands: Der zerschlagene Spiegel (Wilhelm Svensson) – Regie: Gustav Burmester (hoorspelbewerking – NWDR Hamburg)
- 1951: Charles Dimont: Karfreitag (Longinus) – Regie: Fritz Schröder-Jahn (origineel hoorspel – NWDR Hamburg)
- 1951: Ernst Schnabel: Interview mit einem Stern. Tagebuch eines Fluges um die Erde – Regie: Fritz Schröder-Jahn (hoorspelbewerking – NWDR Hamburg)
- 1951: Gisela Prugel: So einer wie ich (de jongen) – Regie: Hans Rosenhauer (origineel hoorspel, kort hoorspel – NWDR Hamburg)
- 1951: Gerd Nickstadt, Hans-Dieter Bove: Das Geheimnis der Yosemite-Indianer (Henry Winter) – Regie: Kurt Reiss (hoorspel – NWDR Hamburg)
- 1951: Heinz Gartmann: Der Weg zum Weltraumschiff. Hörfolge über die Entwicklung der Raketen – Regie: Fritz Schröder-Jahn (audiobeeld – NWDR Hamburg)
- 1951: Oliver La Farge: Der große Nachtgesang (lachende jongen) – Regie: Heinz-Günter Stamm (hoorspelbewerking – BR)
- 1951: Gerdt von Bassewitz: Peterchens Mondfahrt – Regie: Heinz-Günter Stamm (hoorspelbewerking – BR)
- 1952: Günter Eich: Die Andere und ich (Antonio) – Regie: Gustav Burmester (origineel hoorspel – NWDR Hamburg)
- 1952: Giuseppina Ferioli: Zwischen Start und Ziel (hij) – Regie: Peter Thomas (hoorspel – RIAS)
- 1953: Marcel Achard: Jan der Träumer (Clotaire) – Regie: Raoul Wolfgang Schnell (hoorspelbewerking – NWDR)
- 1953: Harald Vock: In vielen Häusern wohnen sie (McCormick) – Regie: Carl Nagel (hoorspel – RB)
- 1953: Manfred Rössner: Karl III. und Anna von Österreich. Eine kleine musikalische Liebesgeschichte (Karl III.) – Regie: Heinz-Günter Stamm (hoorspelbewerking – BR)
- 1953: Renate Uhl: Penny (Jack) – Regie: Heinz-Günter Stamm (hoorspelbewerking – BR)
- 1955: Bruni Löbel: Fanta und Tasie (Albert, schrijver) – Regie: Ulrich Lauterbach (hoorspel – HR)
- 1956: Paul Géraldy: Die jungen Herren (Jacques) – Regie: Eduard Hermann (hoorspel – WDR)
- 1956: Gisela Prugel: Apoll an der Seine (Maurice Vannier, boekhandelaar) – Regie: Kurt Reiss (hoorspelbewerking – NDR)
- 1958: Heinz-Günter Deiters: Ein Blinder geht durch die Stadt (de blinde) – Regie: Kurt Reiss (hoorspel – NDR)